# Дипьетро, Боб
Роберт Луис Пол Дипьетро (англ. Robert Louis Paul DiPietro, 1 сентября 1927, Сан-Франциско, Калифорния — 3 сентября 2012, Якима, Вашингтон) — американский бейсболист, аутфилдер. Играл в Главной лиге бейсбола в составе «Бостон Ред Сокс».

## Биография
Роберт Дипьетро родился 1 сентября 1927 года в Сан-Франциско. Его отец Анджело переехал в США из Италии, по данным переписи населения 1930 года владел парикмахерской. Мать Релса была уроженкой Калифорнии. Боб учился в старшей школе имени Авраама Линкольна. Во время учёбы он занимался боксом, играл в баскетбол, бейсбол и американский футбол. В 1945 году он окончил школу и поступил в Университет штата в Сан-Хосе, в дальнейшем планируя поступить на службу на флот. Сразу после выпуска Дипьетро поехал в Нью-Йорк, где проходила ежегодный матч среди школьников, организуемый журналом Esquire. Тренерами команд были Бейб Рут и Тай Кобб, который назначил Боба капитаном сборной Запада.  
После возвращения в Калифорнию, Дипьетро был призван в армию. На службе он провёл около тринадцати месяцев и был уволен в запас в 1947 году после смерти отца. В армии Боб играл в бейсбол за команду лагеря Кемп-Стоунман в Питтсбурге. Тогда же он попал в поле зрения скаута «Бостон Ред Сокс» Чарли Уоллгрена.
Весной 1947 года Боб начал профессиональную карьеру в бейсболе. После весенних сборов он оказался в составе клуба С-лиги «Сан-Хосе Ред Сокс». На поле он выходил на позиции аутфилдера, изредка подменяя игрока третьей базы. В играх чемпионата Дипьетро отбивал с показателем 31,2 %, выбив 21 хоум-ран. На следующий год его перевели в состав фарм-клуба из Скрантона. Там Боб провёл три сезона с перерывом в 1950 году, когда он играл в АА-лиге за «Бирмингем Бэронс». После трёх подряд сезонов, в которых его показатель отбивания не опускался ниже 30 %, Дипьетро получил шанс проявить себя в МЛБ. Он сыграл в четырёх матчах в конце сезона 1951 года, отметившись одним синглом. 
Следующие восемь лет Боб провёл в командах младших лиг из Бирмингема, Сан-Антонио, Луисвилла, Сан-Франциско и Сан-Диего. Он завершил спортивную карьеру в 1959 году в составе «Портленд Биверс». Зимой 1957 года Дипьетро уезжал в Венесуэлу, где играл в чемпионате Зимней лиги.
После завершения карьеры он переехал в Якиму, где сначала работал на телевидении, а в 1967 году открыл своё рекламное агентство. В 1999 году Дипьетро вышел на пенсию, передав управление бизнесом своему сыну Бобу-младшему, выпускнику Стэнфорда, который был задрафтован «Питтсбургом» в 1974 году, но закончил карьеру из-за травмы локтя.
Боб Дипьетро скончался 3 сентября 2012 года.